# Heldt (Fernsehserie)
Heldt ist eine deutsche Fernsehserie, die von 2013 bis 2021 im Zweiten Deutschen Fernsehen ausgestrahlt wurde. Die Serie wurde nach der 8. Staffel eingestellt. Die Titelrolle des Kriminalkommissars Nikolas Heldt verkörpert Kai Schumann, Janine Kunze spielt die Staatsanwältin Ellen Bannenberg.

## Handlung
Nikolas Heldt hat als Bochumer Kriminalkommissar eine spezielle Art, seine Fälle zu lösen, wobei ihn Disziplinarverfahren wenig interessieren. Er hat ein lässiges Arbeitsverhalten und isst ständig Süßigkeiten. Heldt legt sich mit nahezu jedem seiner Kollegen an, die nur über den vorschriftsmäßigen Dienstweg ermitteln; wenn es sein muss, begeht er sogar Einbrüche. Er versucht, Menschen zu helfen, die in Not sind, und begibt sich für sie in Gefahr.
Mit dem überaus korrekten Vorgesetzten Hauptkommissar Detlef Grün und Staatsanwältin Ellen Bannenberg, die zu Beginn von Staffel 1 ihre Arbeit bei der Staatsanwaltschaft Bochum aufnimmt, kommt es immer wieder zu Konflikten bezüglich der Vorgehensweisen. Dabei spielt immer wieder Heldts Vergangenheit eine Rolle: Er beobachtete den Mord an seinen Eltern und ist fest entschlossen, die Drahtzieher dieser Tat zu finden.
Staffel 1–3
Nikolas Heldt und seine Kollegen bekommen zu Beginn eine neue Kollegin: Staatsanwältin Ellen Bannenberg. Das Team löst mehrere Fälle und versteht sich im Laufe der Zeit immer besser. Nachdem Heldt in Staffel 3 einen Hinweis auf den Mörder seiner Eltern bekommt, fliegt er für sechs Monate nach Mallorca. Dafür lässt er das langersehnte Date mit Bannenberg sausen. Die Staffel endet damit, dass Bannenberg einen Zettel von Heldts bestem Freund Carlo bekommt, in dem er die Gründe für sein Handeln erklärt. Sie zerreißt den Zettel.
Staffel 4
Heldt kommt völlig überraschend nach seinem plötzlichen Verschwinden wieder nach Bochum. Nach anfänglichen Schwierigkeiten mit seinen Kollegen raufen sie sich wieder zu einem Team zusammen. Bannenberg ist jetzt mit ihrem Ex-Mann Stephan zusammen. Doch dieser stirbt in der neunten Folge. Am Ende der Staffel erfährt Heldt, nachdem er entführt wird, wer für den Tod seiner Eltern verantwortlich ist. Die Staffel endet damit, dass Nikolas Heldt von Carlo erfährt, dass der Mörder auch gleichzeitig sein leiblicher Vater ist.
Staffel 5
Ellen Bannenberg überlegt, einen neuen Job als Oberstaatsanwältin in Passau anzunehmen, da sie beruflich nicht weiterkommt. Tochter Emily rebelliert daraufhin, da sie ihr Zuhause Bochum nicht verlassen will. Heldt findet in der Profilerin Julia Tietz eine neue Freundin, mit der er ab und zu gemeinsam Fälle löst. Sie trennt sich jedoch, da sie merkt, dass er noch nicht über Bannenberg hinweg ist. Am Ende der Staffel explodiert das Lokal von Carlo und niemand weiß, ob er noch lebt.
Staffel 6
Nikolas Heldt versucht nun schon seit drei Monaten den verschwundenen Carlo zu finden. Das gelingt ihm am Ende der ersten Folge. Carlo fährt daraufhin mit seinem Boot Nikolas weg und ist ab da nicht mehr Teil der Serie. Bei einem Teamwork-Seminar, an dem Nikolas Heldt und Ellen Bannenberg teilnehmen müssen, da sie eine Gruppe Menschenschlepper durch einen Maulwurf verpasst haben, kommen sich die beiden näher. Ihre Beziehung halten sie allerdings fürs erste geheim. Die Staffel endet damit, dass Emily herausfindet, dass die beiden zusammen sind.
Staffel 7
Kommissar Heldt muss morgens halbnackt an Bannenbergs Balkon herunterklettern, damit ihre Tochter ihn nicht entdeckt. Nach Schüssen kommt es im Polizeipräsidium zu einem Lockdown. Heldt und Bannenberg wollen Emily endlich sagen, dass sie ein Paar sind. Heldt und Bannenberg streiten sich, beruflich und privat. In der letzten Folge muss Heldt einen komplizierten Fall lösen; der Bekannte, Bochumer Unternehmer wird erschlagen im Wald aufgefunden, soll aber in Salzwasser ertrunken sein.
Staffel 8
Kommissar Heldt wird wegen der Affäre mit Bannenberg das Polizeipräsidium verlassen, damit sie weiter zusammenbleiben können. In der letzten Szene macht Heldt ihr einen Heiratsantrag.

## Besetzung
Die Titelrolle des Kriminalkommissars Nikolas Heldt verkörpert Kai Schumann, Janine Kunze fungiert als Staatsanwältin Ellen Bannenberg. Timo Dierkes spielt Heldts Vorgesetzten Kriminalhauptkommissar Detlef Grün. Ab der 2. Staffel verkörpert Kunzes Tochter Lili Budach Emily Bannenberg, die Tochter von Ellen Bannenberg.
| Schauspieler     | Rollenname               | Rolle                                                                           | Episoden | Staffeln | Zeitraum  |
| ---------------- | ------------------------ | ------------------------------------------------------------------------------- | -------- | -------- | --------- |
| Kai Schumann     | Nikolas Heldt            | Kriminalkommissar Freund von Carlo und Achmed                                   | 1–108    | 1–8      | 2013–2021 |
| Janine Kunze     | Ellen Bannenberg         | Staatsanwältin                                                                  | 1–108    | 1–8      | 2013–2021 |
| Timo Dierkes     | Detlef Grün              | Kriminalhauptkommissar Chef von Nikolas Heldt                                   | 1–108    | 1–8      | 2013–2021 |
| Angelika Bartsch | Dr. Hannah Holle         | Kriminaltechnikerin                                                             | 1–108    | 1–8      | 2013–2021 |
| Steffen Will     | Mario Korthals           | Polizeihauptmeister (Staffel 1–5: Polizeiobermeister) Kollege von Nikolas Heldt | 1–108    | 1–8      | 2013–2021 |
| Felix Vörtler    | Karl-Heinz „Carlo“ Funke | Barbesitzer Freund von Nikolas Heldt                                            | 1–70     | 1–6      | 2013–2018 |
| Yunus Cumartpay  | Achmed Özer              | Taxifahrer Freund von Nikolas Heldt                                             | 1–108    | 1–8      | 2013–2021 |
| Lili Budach      | Emily Bannenberg         | Tochter von Ellen Bannenberg                                                    | 10–108   | 2–8      | 2014–2021 |
| Vita Tepel       | Linda Montgomery         | Kriminaltechnikerin Assistentin von Dr. Hannah Holle                            | 86–108   | 7–8      | 2019–2021 |
| Sabine Pfeifer   | Carlotta                 | Barbesitzerin Freundin von Achmed Özer                                          | 86–108   | 7–8      | 2019–2021 |

## Episodenliste
Durchschnittlich erreichte die Serie in der ersten Staffel 3,87 Mio. Zuschauer und brachte es so auf einen Marktanteil von 13,25 %, damit sind die Einschaltquoten mit der Serie Notruf Hafenkante vergleichbar, die an Stelle von Heldt üblicherweise auf diesem Sendeplatz läuft. Beim jungen Publikum wurden 0,54 Millionen Zuschauer (5,4 % Marktanteil) gemessen.
Mit der zweiten Staffel wurden erneut 3,87 Mio. Zuschauer, was einem Marktanteil von 13,5 % entsprach, und 0,51 Mio. junge Zuschauer (5,3 % Marktanteil) erreicht.
Mit Beginn der dritten Staffel wurde die Ausstrahlung von Heldt auf den Mittwochvorabend verlegt.

## Hintergrund
Die Dreharbeiten finden in Bochum und Köln statt. Während die meisten Innenaufnahmen in Fernsehstudios der Sony Pictures in Köln produziert werden, geben Orte in Bochum Motive für Szenen des urbanen Lebens im Ruhrgebiet. Letzteres ist verstärkt für die lokale Bindung zum Spielort Bochum in der 2. und 4. Staffel der Fall. So fanden Dreharbeiten in der Innenstadt, aber auch auf dem Campus der Ruhr-Universität Bochum im Stadtteil Querenburg und an der Sternwarte Bochum im Ortsteil Sundern statt.
In einigen Episoden sind kleine Gastauftritte von Bochumer Lokalkolorit zu sehen. So nehmen die bundesweit bekannten Polizisten Toto & Harry eine Verhaftung vor oder treibt Ruhrpott-Bösewicht Claude-Oliver Rudolph sein Unwesen. Mit Bochum verbundene Schauspieler wie Ralf Richter, Ingo Naujoks, Johanna Gastdorf oder Sebastian Stielke spielen Episodenrollen. Der Barbesitzer der Stammkneipe wurde gespielt von Felix Vörtler, ein nicht nur dem Bochumer Publikum aus dem Fernsehen und der Bühne des Schauspielhauses Bochum bekanntes Gesicht.
Nach der ersten Staffel wurden zwölf weitere Drehbücher in Auftrag gegeben. Die Dreharbeiten für diese zweite Staffel fanden im Zeitraum von August bis November 2013 statt, unter anderem in Bochum, aber auch in Bergisch Gladbach und in Kölner Filmstudios. Ausstrahlung war Frühjahr 2014 im ZDF.
Am 11. Juni 2014 gab das ZDF die Produktion von 15 weiteren Episoden in Form einer dritten Staffel (Dreharbeiten vom 5. Juni bis 16. Dezember 2014) bekannt. Ende April 2016 wurde der Drehstart für eine aus 18 Episoden bestehende fünfte Staffel bekannt gegeben, die ab Herbst 2017 ausgestrahlt wurde. Eine 6. Staffel mit 15 Episoden wurde im Frühjahr 2018 ausgestrahlt. Die Produktion einer 7. Staffel mit 12 Folgen begann am 1. August 2018, ihre Ausstrahlung startete am 25. September 2019. Die Produktion der 8. Staffel begann im Sommer 2019 und wurde ab Oktober 2020 ausgestrahlt. Im März 2020 gab das ZDF bekannt, dass die Serie mit der 8. Staffel enden wird.

## Rezeption
Anlässlich der Premiere der ersten Staffel kritisierte Christian Buß im Spiegel, dass Heldt lediglich eine Kopie erfolgreicher Fernsehserien des Privatfernsehens sei. Der Titelheld verkörpere das „was man beim Zweiten für einen jungen, coolen Ermittler hält“ und zeige dabei lediglich „dumpfes Mackertum“. Lea Streisand kritisierte in der taz, das ZDF versuche mit sexueller Belästigung am Arbeitsplatz und fragwürdigen Geschlechterbildern Einschaltquoten zu generieren, auch wenn die Auftaktepisode „rasant und witzig, [mit] ein[em] gute[n] Tempo und schöne[n] Dialoge[n]“ aufwarte. Jedoch würde sich das Format schlussendlich eher auf dem Niveau von RTL II bewegen.
Michael Hanfeld lobte die Fernsehserie in der Frankfurter Allgemeinen Zeitung hingegen als „muntere, nicht zu anspruchsvolle Vorabendserie, gemacht von und mit Profis und Routiniers in Regie und Drehbuch, die für das aufs Betuliche abonnierte ZDF jedoch einen Quantensprung darstellt“. Heldt, das im Rahmen der Öffnung des ZDF-Programms hin zur jungen Zielgruppe entstand, gelinge diese „Akzentverschiebung in recht ansehnlicher Weise“. Sidney Schering zog bei Quotenmeter.de ein durchwachsenes Fazit. Heldt sei „ein austauschbarer Protagonist, den man im Genre findet wie den Sand am Meer“. Die Besetzung harmonisiere jedoch und überzeuge mit einem „fixem komödiantischen Timing“. Es sei dem ZDF gelungen „nicht so altbacken und pseudo-hip wie die meisten der nach Schema F entworfenen «Heiter bis tödlich»-Reihen der ARD“ zu produzieren, „aber das ZDF ist zu viel originelleren Konzepten fähig“.

## DVD-Veröffentlichung
Deutschland
- Staffel 1 erschien am 30. April 2015
- Staffel 2 erschien am 29. Mai 2015
- Staffel 3 erschien am 12. Juni 2015
- Staffel 4 erschien am 17. März 2017
- Staffel 5 erschien am 26. Januar 2018
- Staffel 6 erschien am 27. September 2019
- Staffel 7 erschien am 6. März 2020
- Staffel 8 erschien am 12. März 2021